# Zlatovo
Zlatovo es un pueblo ubicado en la municipalidad de Despotovac, en el distrito de Pomoravlje, Serbia.

## Superficie
Posee una superficie de 17,80 kilómetros cuadrados.

## Demografía
Hasta 2011 la población era de 461 habitantes, con una densidad de población de 25,90 habitantes por kilómetro cuadrado.